# Forêt ancienne du Lac-Fer-à-Cheval
La forêt ancienne du Lac-Fer-à-Cheval est un écosystème forestier exceptionnel du Québec (Canada) situé à Lac-Édouard. Elle protège une bétulaie jaune à sapin dont les plus vieux arbres ont plus de 300 ans. 

## Toponymie
Le nom de la forêt ancienne provient d'un lac situé à proximité, le lac Fer à Cheval. Ce dernier doit son nom à sa forme en fer à cheval. Le nom du lac était déjà connu sous ce nom lors d'un enquête toponymique en 1989.

## Géographie
La forêt ancienne du Lac-Fer-à-Cheval est située 40 km au nord-est de La Tuque, dans la municipalité de Lac-Édouard. La forêt comprend deux parties distinctes ayant une superficie de 43,11 ha au total,. La première est située près du lac Fer à Cheval et l'autre à 2 km plus à l'est, près du lac Jambon. 
La forêt est située sur deux flancs de collines exposées vers l'est. Le sol est composé de till bien drainé.

## Flore
La forêt ancienne du Lac-Fer-à-Cheval est une forêt inéquienne ayant des chicots et arbres de tous âges. L'arbre dominant est le bouleau jaune. Elle est remarquable par l'âge de ses arbres dont plusieurs dépassent le mètre de diamètre. Les bouleaux de plus de 200 ans sont abondants et quelques arbres dépassent même l'âge de 365 ans. Bien que le bouleau jaune domine largement, on y retrouve aussi du sapin baumieret l'épinette blanche. 
La strate arbustive est généralement bien fournie. Elle comprend le noisetier à long bec (Corylus cornuta), l'érable à épis et la viorne bois-d'orignal. On y retrouve aussi des jeunes pousses de sapin baumier, de bouleau jaune et d'érable à sucre. La strate herbacée est pauvre en espèces, mais contient tout de même la clintonie boréale, le lycopode brillant et l'oxalide de montagne.